# Sailly-Laurette
Sailly-Laurette (picardisch: Saillin-Laurette) ist eine nordfranzösische Gemeinde mit 337 Einwohnern (Stand 1. Januar 2022) im Département Somme in der Region Hauts-de-France. Die Gemeinde gehört zum Arrondissement Amiens und ist Teil der Communauté de communes du Val de Somme.

## Geographie
Die Gemeinde liegt rund neun Kilometer östlich von Corbie am nördlichen Ufer der Somme an der Départementsstraße D42 von Démuin nach Albert, die hier die Somme quert. Zur Gemeinde gehört seit 1966 auch der Weiler Gailly am südlichen Ufer der Somme (zuvor Teil der Gemeinde Cerisy).

## Geschichte
Die Gemeinde erhielt als Auszeichnung das Croix de guerre 1914–1918.
| 1962 | 1968 | 1975 | 1982 | 1990 | 1999 | 2006 | 2018 |
| ---- | ---- | ---- | ---- | ---- | ---- | ---- | ---- |
| 201  | 242  | 200  | 185  | 231  | 266  | 280  | 320  |

## Sehenswürdigkeiten
- Kirche Saint-Quentin et Sainte-Benoîte

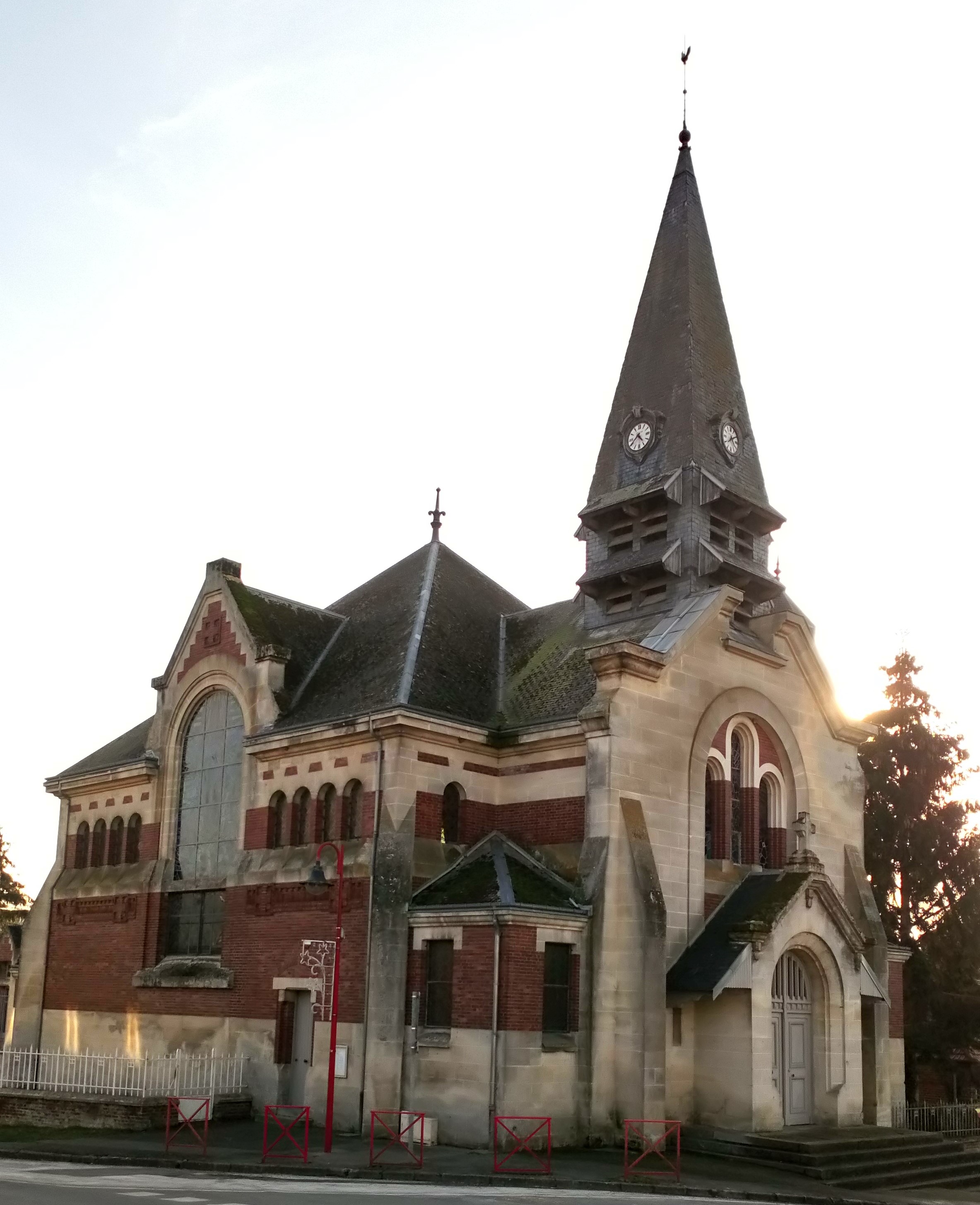
Kirche Saint-Quentin et Sainte-Benoîte